# Adam Kolasa
Adam Kolasa (né le 2 août 1975 à Gdańsk) est un athlète polonais, spécialiste du saut à la perche.

## Biographie
Vainqueur des Jeux de la Francophonie 2001, il se classe cette même année huitième des championnats du monde à Edmonton, en établissant la meilleure marque de sa carrière avec 5,75 m.
Il termine au pied du podium des championnats d'Europe en salle de 2002 et atteint la finale des championnats du monde de 2003 en terminant à la neuvième place.
Son frère, Marian Kolasa, est également perchiste.

## Palmarès
| Date | Compétition                    | Lieu     | Résultat | Marque |
| ---- | ------------------------------ | -------- | -------- | ------ |
| 1994 | Championnats du monde juniors  | Lisbonne | 7th      | 5,10 m |
| 2001 | Jeux de la Francophonie        | Ottawa   | 1er      | 5,60 m |
| 2001 | Coupe d'Europe des nations     | Brême    | 2e       | 5,68 m |
| 2001 | Championnats du monde          | Edmonton | 8e       | 5,75 m |
| 2002 | Championnats d'Europe en salle | Vienne   | 4e       | 5,70 m |
| 2003 | Championnats du monde          | Paris    | 9e       | 5,70 m |

## Records
| Épreuve          | Marque | Lieu     | Date        |
| ---------------- | ------ | -------- | ----------- |
| Saut à la perche | 5,75 m | Edmonton | 9 août 2001 |